# Esmodicinos
Esmodicinos (Smodicini) é uma tribo de coleópteros da subfamília Cerambycinae.

## Sistemática
- Ordem Coleoptera
  - Subordem Polyphaga
    - Infraordem Cucujiformia
      - Superfamília Chrysomeloidea
        - Família Cerambycidae
          - Subfamília Cerambycinae
            - Tribo Smodicini (Lacordaire, 1869)
              - Gênero Afrosmodicum (Martins, 1975)
              - Gênero Caediscum (Lefkovitch, 1962)
              - Gênero Holorusius (Fairmaire, 1898)
              - Gênero Marupiara (Martins & Galileo, 2006)
              - Gênero Metaphrenon (Martins, 1975)
              - Gênero Morettus (Adlbauer, 2007)
              - Gênero Nesosmodicum (Martins, 1971)
              - Gênero Pseudossibia (Adlbauer, 2005)
              - Gênero Smodicum (Haldeman, 1847)